# Čelopek (Lipljan)
Pour les articles homonymes, voir Čelopek.
Qellapek en albanais et Čelopek en serbe latin (en serbe cyrillique : Челопек) est une localité du Kosovo située dans la commune/municipalité de Lipjan/Lipljan, district de Pristina (Kosovo) ou district de Kosovo (Serbie). Selon le recensement kosovar de 2011, elle compte 286 habitants, tous albanais.

## Démographie

### Évolution historique de la population dans la localité
| 1948 | 1953 | 1961 | 1971 | 1981 | 1991 | 2011 |
| ---- | ---- | ---- | ---- | ---- | ---- | ---- |
| 76   | 114  | 106  | 172  | 244  | 331  | 286  |

|  |